# Urgnano
Urgnano (lombardul: Örgnà) település Olaszországban, Lombardia régióban, Bergamo megyében. Lakosainak száma 9890 fő (2023. január 1.). Urgnano Comun Nuovo, Zanica, Cavernago, Cologno al Serio, Ghisalba és Spirano községekkel határos.

## Népesség
A település lakossága az elmúlt években az alábbi módon változott:
| Lakosok száma | 9846 | 9908 | 9890 |
|               | 2017 | 2018 | 2023 |